# Coefficiente di resilienza
Il coefficiente di resilienza in ambito CDN è la percentuale di errori non propagati verso i clienti finali. Più è alto il coefficiente di resilienza e maggiore risulterà la capacità della CDN di mantenere inalterata la user experience dei fruitori.
Con questo termine – detto anche indice di fragilità o solo resilienza – si indica la capacità di adattamento di un sistema nel suo utilizzo e quindi nella sua effettiva capacità di resistere all’usura a garanzia della disponibilità e fruibilità dei servizi erogati.
Il livello teorico massimo del coefficiente di resilienza è del 100%, in questo caso tutti gli errori vengono risolti internamente alla CDN.